# Siły Reagowania NATO (Reaction Forces)
Siły Reagowania NATO (ang. Reaction Forces) – wyznaczone do działań mobilne jednostki NATO.

## Charakterystyka
Po zakończeniu zimnej wojny struktury wojskowe NATO poddane zostały głębokiej reorganizacji. Zgodnie z nową strategią militarną, wojska pozostające w dyspozycji sojuszu podzielone zostały na trzy kategorie: Siły Reagowania, Główne Siły Obrony i Siły Wzmocnienia.
Podczas szczytu londyńskiego szefowie państw i rządów NATO zdefiniowali, a następnie w Rzymie ogłosili, iż w skład będących do dyspozycji sił zbrojnych powinny wchodzić liczebnie ograniczone, lecz znaczące z operacyjnego punktu widzenia – lądowe, powietrzne i morskie jednostki natychmiastowego i szybkiego reagowania, zdolne reagować na wielorakie sytuacje, z których wiele jest niemożliwych do przewidzenia.
Siły Reagowania NATO utworzone zostały w 1991 i obejmowały mobilne jednostki wszystkich rodzajów sił zbrojnych. Utrzymywane były w wysokiej gotowości do działań. Dzieliły się na Siły Natychmiastowego Reagowania (Immediate Reaction Forces IRF) i Siły Szybkiego Reagowania (Rapid Reaction Forces RRF).
Zasadniczym trzonem uderzeniowym sił szybkiego reagowania były wojska Korpus Szybkiego Reagowania ARRC. Korpusowi miało podlegać dziesięć ekwiwalentnych dywizji. Kontyngent stanowiły narodowe oddziały sił zbrojnych Niemiec, Belgii, Danii, Holandii, Hiszpanii, Grecji, Wielkiej Brytanii, Włoch, Portugalii, Turcji i Stanów Zjednoczonych. Ponadto w skład korpusu wchodziła Wielonarodowa Dywizja Powietrznomanewrowa „Centrum”.

Wsparcie z powietrza zapewniały wydzielone eskadry Luftwaffe, U.S.Air Force oraz belgijskich, duńskich, włoskich, holenderskich, norweskich, portugalskich i tureckich sił powietrznych. Planowanie działań lotniczych znajdowało się w gestii sztabu Połączonych Sił Powietrznych Szybkiego Reagowania RF(A)S mającego swoją siedzibę w Kalkar.

W skład morskich sił reagowania wchodziły niszczyciele i okręty eskortujące, wydzielane rotacyjnie przez państwa członkowskie NATO. Zespoły okrętów były podporządkowane dowództwom Stałych Sił Morskich Atlantyku STANAVFORLANT, oraz Morza Śródziemnego STANAVFORMAD,  wspierane przez stały zespół sił trałowo-minowych STANAVFORMIN, podległe dowództwu Stałych Sił Morskich Kanału La Manche STANAVFORCFlAN. Oba zgrupowania – atlantyckie i śródziemnomorskie podlegały operacyjnie naczelnemu dowództwu PSZ NATO w Europie.

## Struktura
Siły Reagowania w 1994
- Dowództwo Połączonych Sił Reagowania
- Sztab Planowania Sił Reagowania Dowództwa PSZ Europy ARFPS[f] – Mons
- Sztab Powietrznych Sił Reagowania RF(A)S [g].
- Siły Powietrzne NATO Wczesnego Ostrzegania NAEWF
- Wielonarodowy Korpus Szybkiego Reagowania Połączonych Sił ARRC – Bielefeld
- Wielonarodowa Dywizja Centrum MND(C) – Rheindahlen
- Wielonarodowa Dywizja Południe MND(S) (planowana)
- Stały Zespół Sił Morskich Morza Śródziemnego STANAVFORMED
- Stały Zespół Sił Morskich Kanału La Manche STANAVFORCHAN
- Lądowe Siły Manewrowe Dowództwa Połączonych Sił Europy AMF(L) – Heideberg